# Cao nguyên Putorana
Cao nguyên Putorana (tiếng Nga: Плато Путорана, đã Latinh hoá: Plato Putorana) hay còn gọi là Dãy núi Putorana là một vùng cao nguyên bazan, một khu vực miền núi ở rìa tây bắc Cao nguyên Trung Siberia Nga, phía bắc là bán đảo Taymyr. Điểm cao nhất trong khu vực là Núi Kamen cao 1700 mét so với mực nước biển.
Diện tích của cao nguyên này là 250.000 km² (tương đương với lãnh thổ của Vương quốc Anh). Phần lớn diện tích của cao nguyên được bảo vệ bởi Khu bảo tồn thiên nhiên Putorana được UNESCO công nhận là Di sản thế giới như là "một tập hợp hoàn chỉnh của các hệ sinh thái cận Bắc cực và Bắc Cực trong một dãy núi bị cô lập, bao gồm những cánh rừng taiga nguyên sơ, rừng lãnh nguyên, lãnh nguyên và các hệ thống sa mạc lạnh Bắc Cực, và hệ thống sông hồ lạnh nguyên vẹn không bị ảnh hưởng từ bên ngoài". Về mặt hành chính, cao nguyên này nằm ở phía bắc của Krasnoyarsk thuộc huyện Taymyrsky Dolgano-Nenetsky và Evenkya. Khu định cư lớn gần nhất là thành phố bị bỏ hoang Norilsk.

## Lịch sử
Cao nguyên này lần đầu tiên được điều tra và mô tả một cách khoa học bởi nhà thám hiểm người Nga Alexander von Middendorff (1815-1894) vào năm 1844. Và để tưởng nhớ đến công lao của ông thì vào năm 1902, một đề xuất đã gọi những dãy núi này là Middendorf.
Cái tên hiện tại có nguồn gốc từ tiếng địa phương nhưng chưa cụ thể khi có nhiều ý kiến. Có thể tên của nó được đặt theo tên của hồ Putoramo nằm gần trung tâm của cao nguyên, ngày nay được gọi là hồ Khantayskoye. Nhưng phần lớn cho rằng Putorana xuất phát trong tiếng bản địa Evenk có nghĩa là "đất nước của những hồ nước và bờ đá dốc", dựa theo đặc điểm chính của khu vực này.

## Địa lý và địa chất
Bề mặt của cao nguyên được bao phủ bởi dòng dung nham được gọi là Siberia Traps. Chúng được tìm thấy tại khắp cao nguyên Trung Siberia nhưng Putorana lại là cao nguyên duy nhất hoàn toàn cấu thành từ đá bazan. Nó là cao nguyên dung nham núi lửa lớn thứ hai thế giới chỉ sau cao nguyên Deccan ở Ấn Độ.
Địa hình của nó là sự kết hợp của một cao nguyên tương đối bằng phẳng với các hẻm núi và thung lũng sông rộng lớn cùng các hồ nước dài và hẹp. Cao nguyên là thượng nguồn của nhiều con sông bao gồm Kureika, Pyasina, Kheta, Kotuy và Nizhnyaya Tunguska. Những dòng sông chảy len lỏi qua những tảng đá nhiều lớp tạo thành những hẻm núi sâu, ghềnh và thác nước. Nó được mệnh danh là vùng đất của Mười ngàn hồ nước cùng hàng ngàn thác nước. Nếu xét về số lượng, Putorana chính là khu vực có nhiều thác nước nhất tại Nga. Trung tâm địa lý của Nga là hồ Vivi cùng Thác Talnikovy cao 482 mét được mệnh danh là thác nước cao nhất Lục địa Á-Âu nằm trên khu vực cao nguyên Putorana.
Hồ Dyupkun rộng lớn tạo thành một hệ sinh thái riêng trải rộng hàng chục kilômét. Theo ước tính có đến 25.000 hồ có độ sâu từ 180 đến 420 mét tạo thành kho dự trữ nước ngọt lớn thứ hai ở Nga theo công suất chỉ sau hồ Baikal.
Khu bảo tồn thiên nhiên Putorana là nơi bảo vệ đàn tuần lộc hoang dã lớn nhất thế giới cũng như phân loài Cừu tuyết Putorana quý hiếm.

## Tài nguyên thiên nhiên
Khu vực rộng lớn này có sự phong của các loại đá bazan, quặng sắt (Magnetit và Hematit), silicat (Prehnit và Zeolit), Apatit, Perovskit, Đồng, và Niken bão hòa cao. Cùng với đó là sự dồi dào tài nguyên nước và than đá.

## Hình ảnh

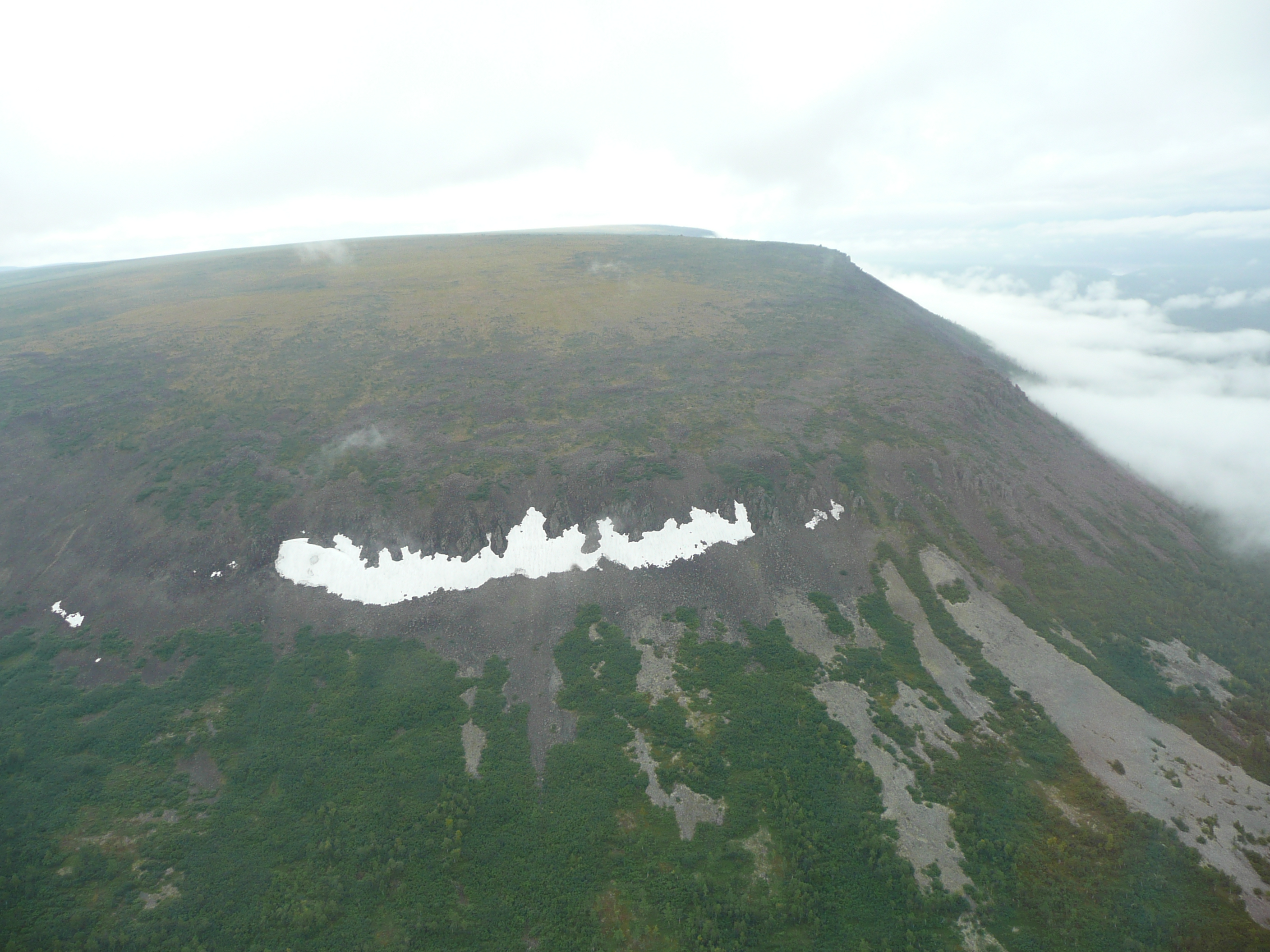
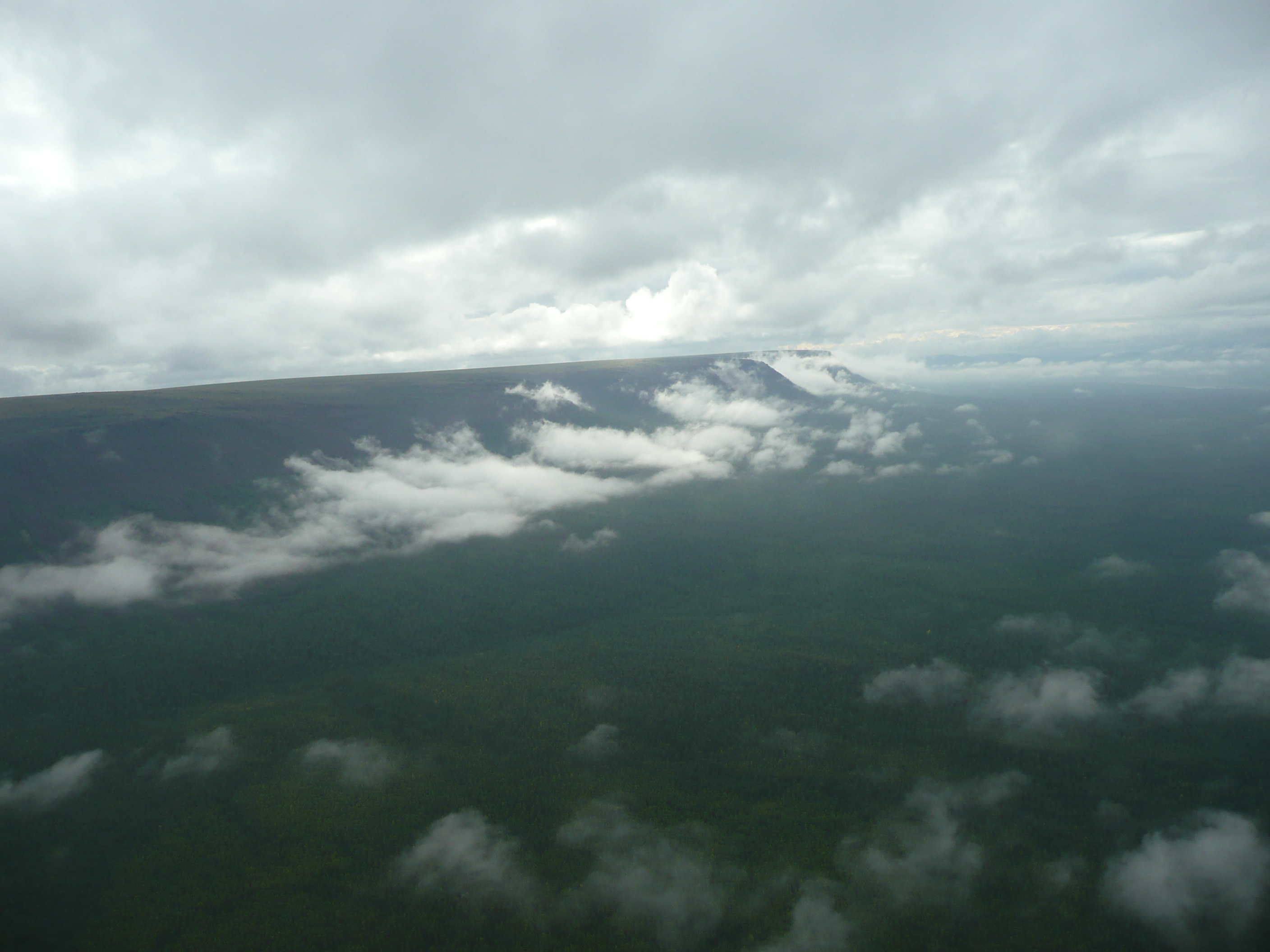
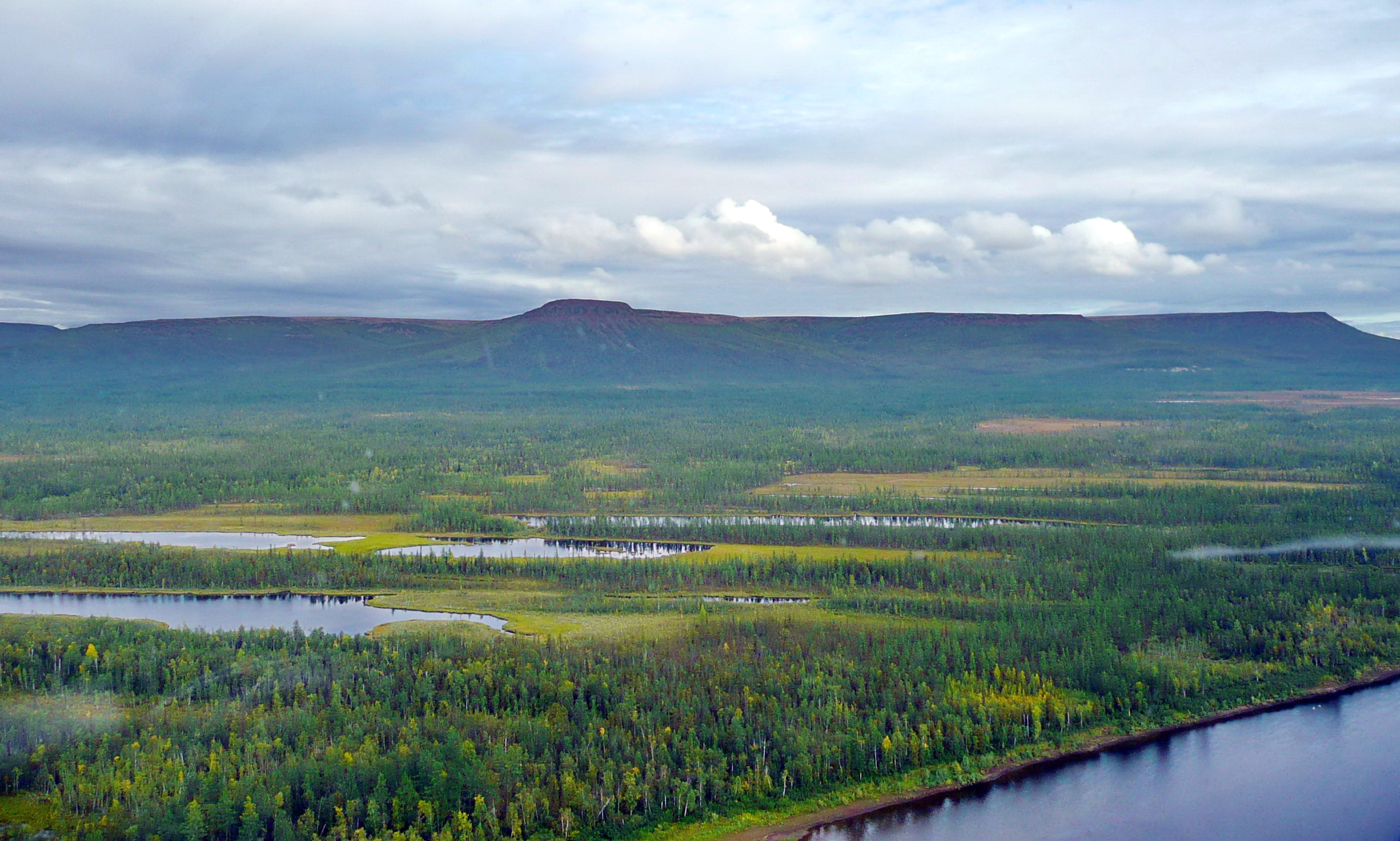
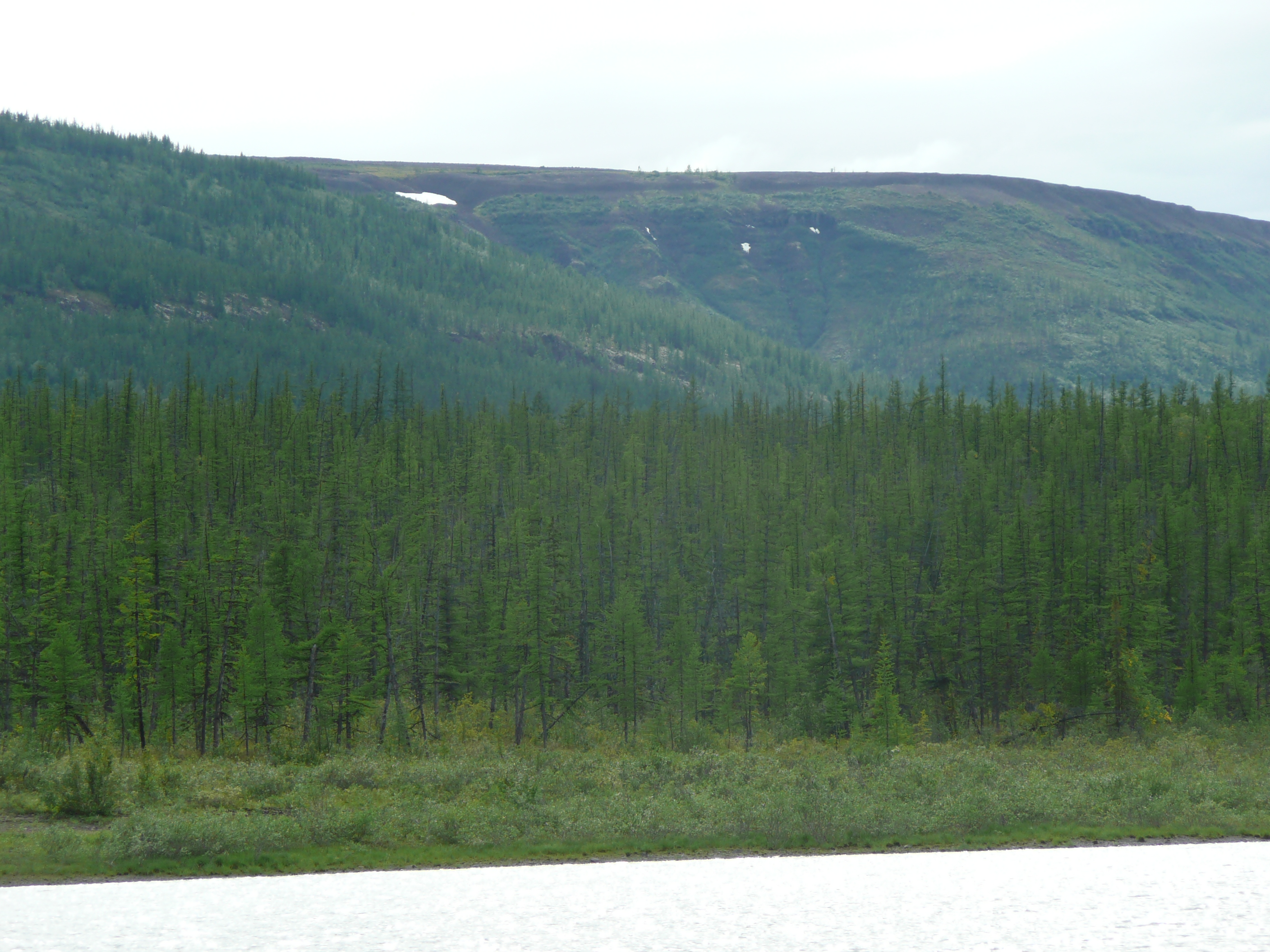